# Cassinopsis madagascariensis
Cassinopsis madagascariensis är en tvåhjärtbladig växtart som beskrevs av Henri Ernest Baillon. Cassinopsis madagascariensis ingår i släktet Cassinopsis och familjen Icacinaceae. Inga underarter finns listade i Catalogue of Life.